# Puigsesforques

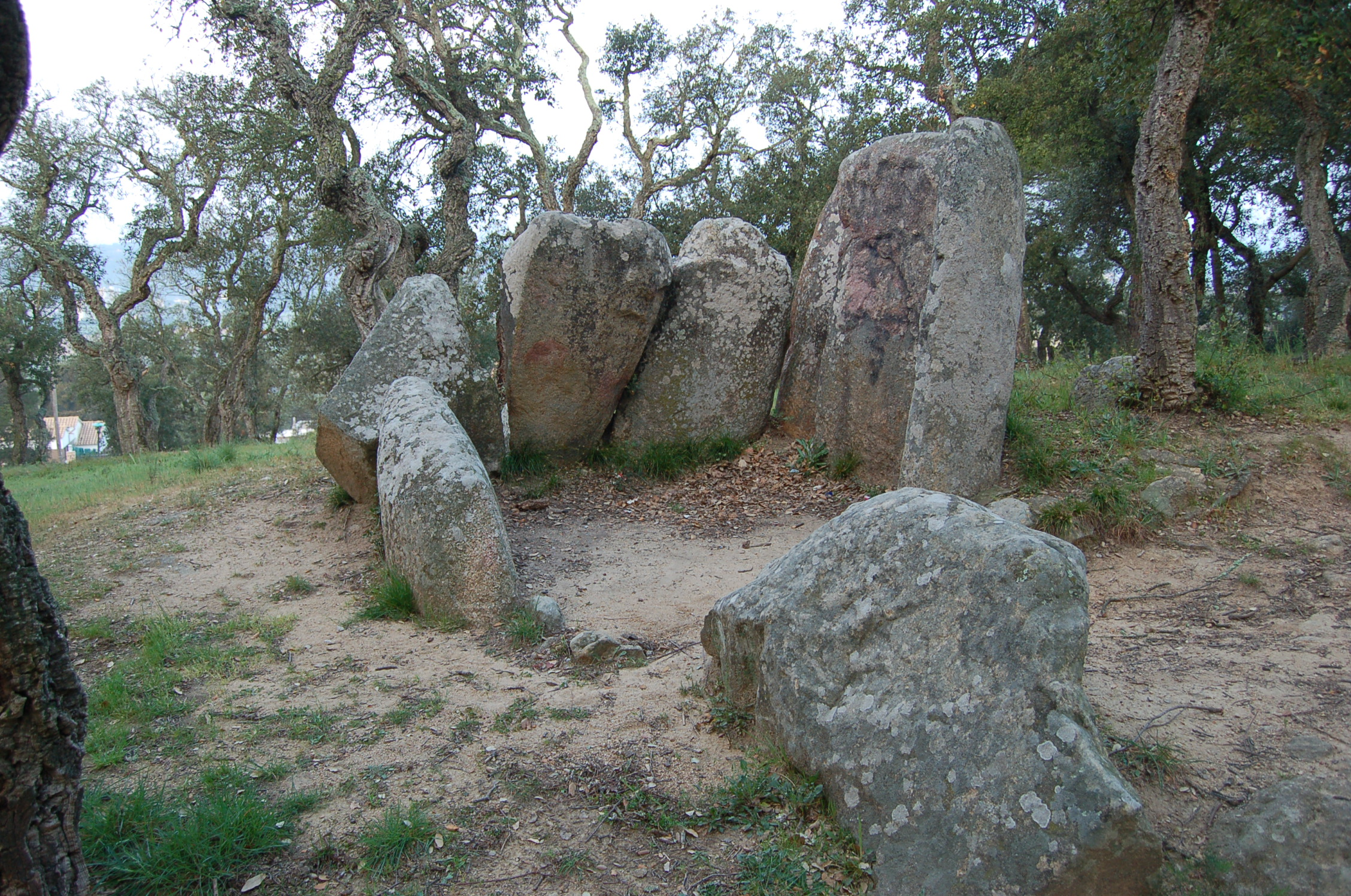
Dolmen de Puig Ses Forques

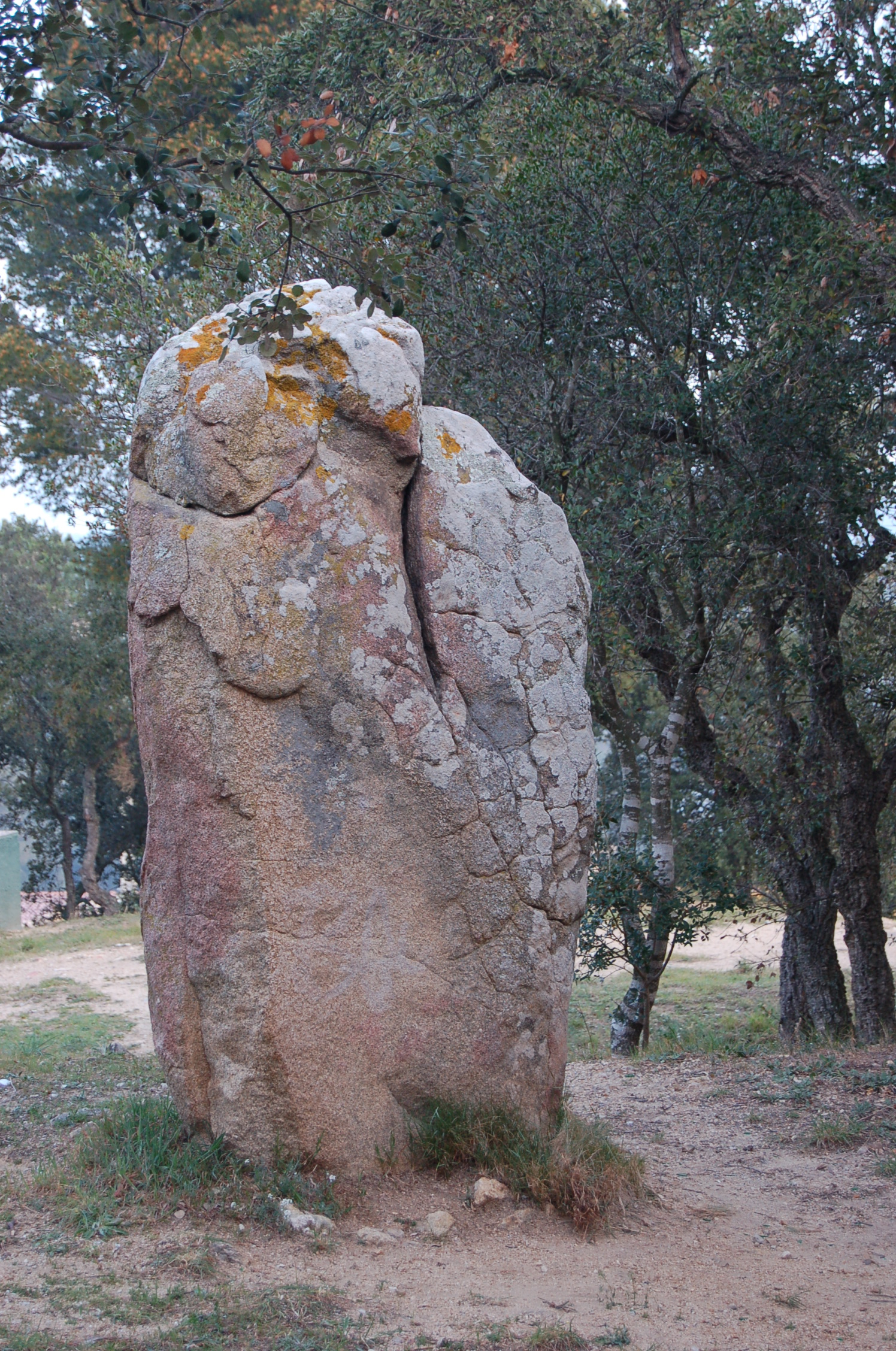
Menhir de Puig Ses Forques

Puigsesforques és una urbanització de l'entitat de població de Sant Daniel de Calonge (Baix Empordà). El 2013 tenia 258 habitants.
És un lloc tranquil per poder anar visitar un dolmen que hi ha el capdamunt d'un turó. També és un lloc per a anar a fer una excursió en bicicleta pels carres i carrerons, per a poder gaudir de la bellesa de les cases.
Per la primavera es pot anar a buscar espàrrecs per la gran pineda.

## El dolmen i el menhir de Puigsesforques
El topònim de Puigsesforques es pren d'una activitat que es va portar a terme durant el període de l'edat mitjana: l'ajusticiament públic dels criminals. Als punts més elevats de la regió, i com a exemple per a la resta del poble, es penjaven de les forques aquells que contravenien el règim i hi estaven exposats fins que els corbs no en deixaven petja.
Els testimoniatges de la presència de l'home prehistòric corresponen al dolmen i menhir al capdamunt del turó. Ambdós monuments es poden datar al voltant del 3400-3300 aC. A les proximitats, hi han aflorat diverses restes de la comunitat prehistòrica (ossos, ceràmica, sílex...).
El menhir, que havia decaigut amb el pas dels anys, va ser erigit i traslladat cap al 1958 en un lloc més enlairat i consta com el més voluminós de les Gavarres.